# Brink (noordelijke delen)
Brink (noordelijke delen) (Zweeds: Brink (norra delen)) is een småort in de gemeente Botkyrka in het landschap Södermanland en de provincie Stockholms län in Zweden. Het småort heeft 77 inwoners (2005) en een oppervlakte van 9 hectare. Het småort omvat de noordelijke delen van de plaats Brink.